# Dichromodes capnoporphyra
Dichromodes capnoporphyra är en fjärilsart som beskrevs av Turner 1939. Dichromodes capnoporphyra ingår i släktet Dichromodes och familjen mätare. Inga underarter finns listade i Catalogue of Life.